# Gawar-bati
Pour les articles homonymes, voir Gawar.
Le gawar-bati (autonyme signifiant la langue de gawar), ou gawar, est une langue indo-aryenne du sous-groupe des langues dardiques, parlée dans les montagnes du Nord-Est de l’Afghanistan.

## Situation géographique
Le gawar-bati est parlé en Afghanistan dans plusieurs villages situés dans la province de Kunar, par environ 6 500 à 8 500 personnes. La guerre en Afghanistan a provoqué l’exil d’une partie de la population vers le Chitrâl, au Pakistan où il serait parlé par quelque 1 500 réfugiés.

## Écriture
| آ | ا | ب | پ | ت | ٹ | ث |
| ج | چ | ح | خ | ڄ | ݮ | څ |
| ځ | د | ڈ | ذ | ر | ڑ | ز |
| ژ | ݫ | س | ش | ݭ | ص | ض |
| ط | ظ | ع | غ | ف | ق | ک |
| گ | ل | ݪ | م | ن | ݨ | ں |
| و | ہ | ھ | ء | ی | ے |   |

## Sources
- [FLI 2016] گوَرباتی ا، ب, فورم فار لینگویج انیشتیوز، اسلام آباد = Forum for Language Initiatives,‎ 2016 (lire en ligne)
- (ru) A.Л. Грюнберг, Гавар язык, Языки мира. Дардские и нуристанские языки, pp. 91-94, Moscou, Indrik, 1999  (ISBN 5-85759-085-X)
- (en) Kendall D. Decker, Languages of Chitral. Sociolinguistic Survey of Northern Pakistan, Volume 5, Islamabad, National Institute of Pakistan Studies, Quaid-i-Azam University, 1992.